# Atentados anarquistas en México
Los atentados anarquistas en México han sido un fenómeno registrado desde 2009, teniendo un importante repunte hasta 2013, aproximadamente. Los ataques ocurren comúnmente en Zona metropolitana del valle de México, capital del país, y también se cuentan con antecedentes en este tipo de atentado realizados por guerrillas en los años 70´s. Esta escalada de ataque, realizadas comúnmente por células llegó a ser considerada una amenaza seria a la estabilidad a la capital mexicana según publicaciones realizadas por el CISEN.

## Atentados e incidentes destacables

### Antecedentes
Incluso antes del 2009 varios individuos que se identificaban como Frente de Liberación Animal o Frente de Liberación de la Tierra, se adjudicaban ataques o sabotajes en puestos de comida rápida o carnicerías, además de participar activamente en movilizaciones contra circos y corridas de toros. Es común que algunos clamen ataques que no hallan sido reportadas por la prensa o autoridades.

### 2009
| Fecha              | Tipo             | Fallecidos | Heridos\| | Ubicación                  | Descripción | Autor                                                          |
| ------------------ | ---------------- | ---------- | --------- | -------------------------- | --- | -------------------------------------------------------------- |
| 1 de septiembre    | Ataque explosivo | 0          | 0         | Tlalpan, Ciudad de México  | Una sucursal BBVA Bancomer fue atacada con explosivos en la delegación de Tlalpan, dejando daños materiales. Días después el Frente Subversivo de Liberación Global y la Revuelta Verdinegra clamo responsabilidad del ataque, además de adjudicarse dejar un explosivo en la pastelería "El globo", y otros hechos vandálicos en la delegación. Este mismo grupo clamo otros ataques vandálicos en junio del mismo año. | Frente Subversivo de Liberación Global y Revuelta Verdinegra   |
| 8-10 de septiembre | Ataque explosivo | 0          | 0         | Tlalpan, Ciudad de México  | El 8 de septiembre se reporto que un explosivo casero detono en una sucursal de Bancomer en la alcaldía de Tlalpan, en la Ciudad de México, dos días después se reporto otra explosión en una agencia automotriz perteneciente a Renault, en la delegación de Tlalpan, siendo estos ataques clamados por las Células Autónomas de Revolución Inmediata Práxedis G. Guerrero (siendo sus primeros ataques) en respuesta por el gasto a la remodelación del Reclusorio Norte y de la represión que ejercía el gobierno contra las células insurrectas. Los detenidos fueron arrestados al año siguiente después de un atentado fallido en el que resultó herido un militante. | Células Autónomas de Revolución Inmediata Práxedis G. Guerrero |
| 7 de diciembre     | Ataque explosivo | 0          | 0         | Coacalco, Estado de México | Se reporta una explosión en una sucursal Banamex en Coacalco, ocasionando daños materiales. Dos días después la Brigada de Eco saboteadores por la Venganza Nunca Olvidada clamo responsabilidad del ataque. | Brigada de Eco saboteadores por la Venganza Nunca Olvidada     |

### 2010
| Fecha          | Tipo                         | Fallecidos | Heridos | Ubicación                               | Descripción | Autor                       |
| -------------- | ---------------------------- | ---------- | ------- | --------------------------------------- | --- | --------------------------- |
| 3 de mayo      | Ataque Explosivo/Incendiario | 0          | 0       | Ciudad de México                        | Las CARI-PGG realiza un ataque con explosivos en una sucursal de Santander en la colonia Narvarte, localizada en la Ciudad de México, en represalia del asesinato de dos activistas indígenas en el estado de Oaxaca, además de clamar un incendio contra dos camiones pertenecientes al circo Atayde Hermanos.                                  | CARI-PGG                    |
| 5 de octubre   | Atentado Incendiario         | 0          | 0       | Chicoloapan de Juárez, Estado de México | El 5 de octubre del 2010, clamaron responsabilidad por el incendio de dos patrullas en el municipio de Chicoloapan de Juárez, Estado de México sin que las autoridades se pronunciaran de este incidente. El grupo realiza varios atentados parecidos en el Estado de México.                                                                    | CARI-PGG                    |
| 9 de diciembre | Asesinato                    | 1          | 0       | Chicoloapan, Estado de México           | La Célula Insurreccional Mariano Sánchez Añón grupo se adjudica el asesinato del Comandante Isaías García Zúñiga, con un disparó de arma de fuego en la sien derecha, en el km 29 en a carretera México-Texcoco en el municipio de Chicoloapan. Las autoridades manejaron el ataque como un suicidio, cerrando cualquier línea de investigación. | Célula Mariano Sánchez Añón |

### 2011
| Fecha            | Tipo                  | Fallecidos | Heridos | Ubicación                                         | Descripción | Autor                                                      |
| ---------------- | --------------------- | ---------- | ------- | ------------------------------------------------- | --- | ---------------------------------------------------------- |
| 27 de abril      | Paquete bomba         | 0          | 1       | Tultitlán                                         | Una carta bomba estalló en la Universidad Politécnica del Valle de México en Tultitlán, Estado de México, hiriendo de gravedad a un empleado. ITS reivindicó el atentado como el inicio de su actividad terrorista, fabricando y enviando artefactos incendiarios a diversos investigadores en centros universitarios de México, si bien la mayoría de los paquetes o no estallaron o fueron neutralizados. | Individualistas Tendiendo a lo Salvaje                     |
| 24 de mayo       | Ataque explosivo      | 0          | 0       | Paseo de la Reforma e Iztacalco, Ciudad de México | Las CARI-PGG clamaron responsabilidad de un ataque explosivo contra un cafe Starbucks en Paseo de la Reforma, y al día siguiente, reclamó la autoría del ataque con explosivos caseros ocurrido la madrugada del lunes en la sucursal del banco Santander, ubicada en Tlalpan, en la Delegacion Benito Juárez y otra en la delegación de Iztacalco. | CARI-PGG                                                   |
| 9 de agosto      | Paquete bomba         | 0          | 2       | Toluca de Lerdo, Estado de México                 | Un paquete bomba detonó dentro del Instituto Tecnológico y de Estudios Superiores de Monterrey, Estado de México. El científico Armando Herrera Corral fue herido en las piernas, y quedó sordo como secuela. El catedrático Alejandro Aceves López también resultó herido en cara, en los brazos, y una de las esquirlas del explosivo le perforó un pulmón, adjudicandose ITS el ataque- | Individualistas Tendiendo a lo Salvaje                     |
| 10 de agosto     | Atentado frustrado    | 0          | 0       | Irapuato, Guanajuato                              | Al día siguiente, se localizó un paquete sospechoso en CINVESTAV (un centro de investigación perteneciente al Instituto Politécnico Nacional) en Irapuato, Guanajuato. Miembros de la policía especializada en el manejo de explosivos retiraron el dispositivo sin que este explotase. La bomba iba dirigida al hermano del científico herido en la explosión ocurrida el día 9. | Individualistas Tendiendo a lo Salvaje                     |
| 10 de agosto     | Atentado frustrado    | 0          | 0       | Cuautitlán Izcalli                                | un explosivo de fabricación casera fue localizado y desactivado en la Facultad de Estudios Superiores (FES) en Cuautitlán Izcalli. Aunque el mismo grupo se atribuyó en su blog la responsabilidad de la colocación de este artefacto, nunca ha sido confirmado por las autoridades ni fue recogido por los medios tal reivindicación. | Individualistas Tendiendo a lo Salvaje                     |
| 23 de septiembre | Ataque explosivo      | 0          | 0       | Iztacalco y Tlalpan                               | El 23 de septiembre (mismo día del asalto al cuartel de Madera) una sucursal de la Comisión Federal de Electricidad fue atacada con explosivos que dañó la fachada y el vestíbulo del inmueble ubicado en la delegación Iztacalco, al oriente de esta ciudad. El grupo clamó responsabilidad del atentado, exclamando que “El uso de electricidad además de constituir una de las principales amenazas para el planeta, es fuente clave para la manipulación y control social". En meses posteriores se clamarian ataques incendiarios o explosivos, no reportados por la prensa o las autoridades. | CARI-PGG                                                   |
| 2 de octubre     | Ataque explosivo      | 0          | 0       | Tlalpan, Ciudad de México                         | El 3 de octubre clamaron responsabilidad por dos explosiones coordinadas, una explosión en el banco Santander ubicado sobre en la colonia Toriello Guerra, en la delegación Tlalpan, Ciudad de México, y un artefacto explosivo la vivienda Manuel Cañedo, diputado del partido político PRI, el artefacto fue colocado en su domicilio en Ciudad Nezahualcóyotl, Estado de México. | CARI-PGG                                                   |
| 3 de octubre     | Paquete Bomba         | 0          | 3       | Chalco de Díaz Covarrubias, Estado de México      | Un paquete bomba estalló dentro de una empresa de mensajería causando heridas a tres trabajadores que habían manipulado el paquete. Las autoridades culparon a ITS, aunque el grupo jamás ha reivindicado este acto. | Individualistas Tendiendo a lo Salvaje                     |
| 5 de octubre     | Ataque Incendiario    | 0          | 0       | León y Cuajimalpa                                 | El 5 de noviembre del 2011 se reporto un incendió de una camioneta de valores a plena luz del día, la CI-MSA/FAI se atribuyó la responsabilidad del ataque, aunque las autoridades trataron este incidente como un incidente de corto circuito. Días antes el 13 de octubre miembros del CI-MSA incendian cinco camionetas blindadas pertenecientes a la compañía de seguridad privada "Panamericana". | Célula Mariano Sánchez Añón                                |
| 24 de noviembre  | Carta Bomba           | 0          | 0       | Ciudad de México                                  | Un paquete bomba fue enviado a las oficinas generales de la PGR, específicamente el paquete tenía como destinatario al procurador de justicia Miguel Mancera, pero fue enviado por equivocación a la responsable de la Procuraduría General de la República (PGR), Marisela Morales, el paquete fue interceptado y destruido por las autoridades de la Ciudad de México, clamado por el Núcleo insurrecto Sole-Baleno perteneciente a las CARI-PGG. En el mismo año el embajador de Chile en México, Germán Guerrero Pavez, por parte de un grupo anarquista similar.                               | CARI-PGG                                                   |
| 29 de noviembre  | Carta Bomba           | 0          | 0       | Cuautémoc                                         | La Célula Anarquista Revolucionaria-Gabriella Segata Antolini, integrante de CARI-PGG, se adjudicaron el envió del paquete explosivo dirigido al Arzobispo Norberto Rivera Carrera, el cual no detono y fue desactivado por las autoridades. | Célula Anarquista Revolucionaria-Gabriella Segata Antolini |
| 12 de diciembre  | Ataque con explosivos | 0          | 0       | Coyoacán                                          | Las CARI-PGG clamaron responsabilidad por la explosión a las puertas del Instituto Italiano de Cultura, que dejó la puerta y vidrios dañados, esto en la delegación de Coyoacán, Ciudad de México. | CARI-PGG                                                   |

### 2014
| Fecha            | Tipo               | Fallecidos | Heridos | Ubicación                              | Descripción | Autor                                                 |
| ---------------- | ------------------ | ---------- | ------- | -------------------------------------- | --- | ----------------------------------------------------- |
| 5 de enero       | Coctel Molotov     | 0          | 0       | Ciudad de México                       | Tres atacantes lanzaron con piedras y cocteles molotov en las instalaciones de la Secretaria de Comunicaciones y Transportes y más tarde en una concesionaria Nissan, dejando leves daños materiales. En la misma noche son arrestados Fallon Poisson, Amelie Pelletier (ambos originarios de Quebec) y Carlos López Marín. En noviembre del mismo año, las autoridades condenaron a 10 años de prisión por el doble ataque. | Fallon Poisson, Amelie Pelletier y Carlos López Marín |
| 25-26 de agosto  | Atentado explosivo | 0          | 0       | Iztapalapa, Ciudad de México           | El primer ataque del grupo fue entre el 25 y 26 de agosto del 2014 una oficina de atención ciudadana del Módulo de Atención Ciudadana del diputado local del Partido Acción Nacional, Orlando Anaya González en Iztapalapa y otro abandonado en la Iglesia de Nuestra Señora de Loreto, que fue desactivada por las autoridades, además de mencionar que abandonaron tres artefactos explosivos más los cuales se desconocen su ubicación. El grupo clamo el ataque meses después en un comunicado donde también menciona las pautas de la acción de este grupo. | Comando Feminista Informal de Acción Antiautoritaria  |
| 30 de septiembre | Coctel Molotov     | 0          | 0       | Ciudad Universitaria, Ciudad de México | Al menos tres vehículos y una motocicleta resultaron levemente dañados después de que desconocidos arrojaran cocteles molotov hacía las instalaciones de la dirección de vigilancia en Zona universitaria, dejando únicamente daños materiales, ocurriendo todo esto a las 20:15 hrs. Días después anarquistas clamaron el ataque en respuesta a la colaboración de el personal de vigilancia con el arresto de estudiantes y pidiendo la liberación de seis anarquistas que permanecían presos.                                                                 | Anarquistas                                           |
| 12 de octubre    | Coctel Molotov     | 0          | 0       | Iztapalapa, Ciudad de México           | Anarquistas clamaron ataques con piedras y cocteles molotov en dos sucursales bancarias de la delegación Iztapalapa, sin dejar lesionados. | Anarquistas                                           |
| 13 de noviembre  | Disturbios         | 0          | 0       | Xalapa, Veracruz                       | Se registran disturbios durante una manifestación contra los XXII Juegos Centroamericanos y del Caribe en la ciudad de Xalapa, Veracruz. Durante las protestas, un grupo de encapuchados atacaron la sede estatal del Partido Revolucionario Institucional, dejando únicamente daños materiales- | Desconocidos                                          |

### 2015
| Fecha       | Tipo               | Fallecidos | Heridos | Ubicación                           | Descripción | Autor                                                |
| ----------- | ------------------ | ---------- | ------- | ----------------------------------- | --- | ---------------------------------------------------- |
| 6 de marzo  | Atentado explosivo | 0          | 0       | Ecatepec, Estado de México          | Un explosivo improvisado detonó cerca de las 4 de la mañana en una sucursal Banamex, en la localidad de Santa María Tulpetlac, en Ecatepec de Morelos, dejando daños materiales en las instalaciones del banco. La Célula Urbana de Acción Inmediata Iknoyotl clamó responsabilidad del ataque en un sitio web antisistema | Célula Urbana de Acción Inmediata Iknoyotl           |
| 12 de abril | Atentado explosivo | 0          | 0       | Gustavo A. Madero, Ciudad de México | grupo clamo abandonar un artefacto incendiario en la sucursal del banco Santander, esto en la alcaldía Gustavo A. Madero. Meses después el 6 de junio se registró un ataque con explosivos contra las oficinas de la Secretaría de Desarrollo Agrario, Territorial y Urbano (SEDATU), volando los cristales de la entrada y registrando únicamente daños materiales. El ataque tuvo lugar en el barrio de Mixcoac, Alcaldía Benito Juárez atribuyéndose el ataque en un comunicado donde reivindica a los presos anarquistas tanto en México como en Chile, España e Italia, además de culpar a la SEDATU de la devastación de flora y fauna en el país, así como la acumulación de capital para unos pocos. | Comando Feminista Informal de Acción Antiautoritaria |

### 2016
| Fecha          | Tipo                    | Fallecidos | Heridos | Ubicación                | Descripción | Autor                                                                         |
| -------------- | ----------------------- | ---------- | ------- | ------------------------ | --- | ----------------------------------------------------------------------------- |
| 23 de abril    | Ataque con explosivos   | 0          | 0       | Oaxaca de Juárez, Oaxaca | Militantes clamaron el ataque con un explosivo de bajo poder a las instalaciones de la televisora CORTV de la ciudad de Oaxaca, sin que se pudieran comprobar si el explosivo detono. | Individualidades Anárquicas Informales                                        |
| 23 de mayo     | Ataque incendiario      | 0          | 0       | Oaxaca de Juárez, Oaxaca | Una sucursal Banamex.fue atacada por desconocidos, activando las alarmas del lugar, momentos tarde llegaron elementos de bomberos quienes empezaron a sofocar el fuego que había afectado tres cajeros y destrozado la puerta principal de la sucursal. Al día siguiente las Individualidades Anárquicas Informales clamaron responsabilidad del ataque en un comunicado en un sitio web antisistema.                           | Individualidades Anárquicas Informales                                        |
| 5 de mayo      | Atentado con explosivos | 0          | 0       | Benito Juárez            | La COFIAA clamo una explosión contra de las oficinas de SACMAG México S.A de C.V, esto en la Alcaldía Benito Juárez. Según miembros del grupo especial antibombas de la Secretaría de Seguridad Pública del Distrito Federal, un automóvil arrojo el explosivo de fabricación casera a base de dinamita y gas, causando daños en la puerta principal y ventanas del edificio, pero sin mencionar la participación de la COFIAA. | Comando Feminista Informal de Acción Antiautoritaria                          |
| 3 de julio     | Ataques explosivos      | 0          | 0       | Oaxaca de Juárez, Oaxaca | Son reportados ataques con explosivos en las sedes de las cámaras empresariales de la ciudad, tales como CANACINTRA, COPARMEX y la del Consejo Coordinador Empresarial. | Grupo Autónomo de Sabotaje Salvador Olmos García                              |
| 7 de diciembre | Atentado Incendiario    | 0          | 0       | Tijuana, Baja California | Los grupos Célula Incendiaria Lobxs Negrxs-FAI/FRI y Célula Incendiaria Mario Buda-FAI/FRI clamaron responsabilidad de atacar con un artefacto incendiario una instalación de cajeros autómaticos en la ciudad fronteriza de Tijuana. El artefacto estaba compuesto por 250 gramos de pólvora negra y 250 de Salaz, el paquete fue adeherido a un galón con 8 litros de benzina y con una mecha casera para su activación.      | Célula Incendiaria Lobxs Negrxs-FAI/FRI-Célula Incendiaria Mario Buda-FAI/FRI |

### 2017
| Fecha       | Tipo                          | Fallecidos | Heridos | Ubicación        | Descripción | Autor                                          |
| ----------- | ----------------------------- | ---------- | ------- | ---------------- | --- | ---------------------------------------------- |
| 19 de enero | Ataque incendiarios/frustrado | 0          | 0       | Ciudad de México | Una célula se adjudicó dos ataques incendiarios en la Ciudad de México, siendo el primero contra una tienda Bodega Aurrera (perteneciente al consorcio estadounidense Walmart). El ataque frustrado, y que era el principal objetivo de los anarquistes, se dirigió contra la obra que la inmobiliaria Quiero Casa localizada en los Pedregales de Coyoacán. | Célula Incendiaria Colmillos Negros-FAI/FRI    |
| 23 de mayo  | Ataque incendiario            | 0          | 0       | Oaxaca de Juárez | Un artefacto explosivo-incendiario detono en una agencia automotriz dejando como saldo dos vehículos con graves daños materiales, y descartando heridos. Días después la célula Individualidades Anárquicas Informales-FAI/FRI clamo responsabilidad del ataque.                                                                                             | Individualidades Anárquicas Informales-FAI/FRI |

### Características de los ataques
Estos atentados son esporádicos, usualmente por las noches, atacando edificios como bancos, edificios gubernamentales, oficinas privadas, vehículos policiales o de seguridad privada entre otros.